# 山田敦子
山田 敦子（やまだ あつこ、1955年2月1日 - ）は、日本放送協会（NHK）の元エグゼグティブアナウンサー。旧姓は吉田。

## 来歴・人物
雙葉中学校・高等学校卒。1977年に東京大学文学部独文学科卒業、NHK入局。第27代アナウンス室長（2008年6月～2010年6月）。(一般財団法人)NHK放送研修センター所属。
好きな食べ物は、桃、マンゴー、みかん、スイカ。
モットーは、「汝の足元を深く掘れそこに泉あり」（Tomorrow Is Another Day）。
3人の子育てをしながら仕事を続けていた。
延べ15年間、ほぼ毎日、本の読み聞かせをしていたといい、読み聞かせの秘密を書いた書籍を出版している。

## 過去の担当番組
- スタジオ102
  - 月・木曜サブ（1978年4月3日 - 1979年3月31日）
  - 月・金・土曜サブ（1979年4月2日 - 1980年4月5日）
- 関東ネットワーク
- バイオリンのABC（アシスタント 1983年4月 - 1984年3月）
- ニュースセンター630 （1985年4月 - 1986年3月）
- NHKニュース (午後7時)（週末 1986年4月 - 1987年3月）
- 国会中継（1996年・第136回国会）
- NHKニュースおはよう日本（土日祝キャスター 1999年4月 - 2000年3月）
- きょうも元気でわくわくラジオ（キャスター 2003年4月 - 2007年3月 村上信夫と週替わりで担当）
- とっておきテレビ
- ETV特集（ナレーション・不定期）
- ETV特集（「学校が変わる 子どもが変わる〜民間人校長・4年目の挑戦」2007年5月5日）
- 激突!東西の天才 将棋名人 羽生善治  伝説のチェス チャンピオン ガルリ・カスパロス（ナレーション・2015年3月21日）
- ザ・ベストラジオ（亀渕昭信とともに進行役 NHKと民放が制作したラジオ番組の秀作を紹介する番組 2010年7月3日 - 4日、2011年7月、2012年6月）
- 夏休み子供科学電話相談（進行役 2010年7月20日 - 24日、2011年7月20日 - 23日。2012年度も第1週目の放送を担当）
- カケダセ!（進行役 2011年4月 - 2012年3月）
- みんなで科学ラボラジオ（2011年度から毎月1回放送　進行役。2013年度は毎月1回祝日か日曜に放送）
- 亀渕昭信のにっぽん全国ラジオめぐり（アシスタント 2011年3月29日 - 2013年3月26日）
- NHKスペシャル「終戦・なぜ早く決められなかったのか」（ナレーション 2012年8月15日）[1]
- 子ども科学電話相談（2019年4月- 2020年3月)
- 小さな旅 旅人（2013年4月 - 2022年3月）

## 著書
- 「子どもを夢中にさせる魔法の朗読法 - NHKアナウンサーに教わる「読み聞かせ」のコツ」（村上里和との共著）、日東書院本社 (2015/11/13)